# 马克斯·诺道
马克斯·诺道（Max Simon Nordau，1849年7月29日—1923年1月23日），犹太复国主义领袖、医生、作家和社会评论家。他与西奥多·赫兹尔一同创立了世界犹太复国主义组织，还曾担任多届该组织的主席或副主席。